# クズ悪役の自己救済システム
『クズ悪役の自己救済システム』（クズあくやくのじこきゅうさいシステム、中: 人渣反派自救系統、英語: The Scum Villain's Self-Saving System）は、墨香銅臭による中国のWeb小説作品。2014年9月21日から11月10日まで晋江文学城にて連載された。略称は「渣反」。
各言語の翻訳版も出版されており、2023年に「人渣反派自救系統　-クズ悪役の自己救済システム-」の題名で邦訳版小説が連載開始した。
本作は墨香銅臭のデビュー作として発表されたものである。

## あらすじ
修仙の世界を舞台にした長編種馬小説『狂傲仙魔途（きょうごうせんまと）』。その小説では登場人物がいずれもイカれたような行動をとり、主役よりも強いキャラクターすら登場しない滅茶苦茶な作品だった。終わり方も回収されていない伏線を多く残すようなありさまで、そんな展開に納得しない読者「沈垣（シェン・ユエン）」は、毒づいた言葉を書き込むのと同時に食べていた肉まんを喉に詰まらせ死亡してしまう。
沈垣が目を覚ますと作品の世界に転生し、主人公である洛氷河（ルオ・ビンハー）を苦しませるクズ悪役である「沈清秋（シェン・チンチウ）」に変わってしまう。
狂傲仙魔途の世界の破天荒な展開を回避し生き延びようと、登場人物のキャラ崩壊といった要素で事あるごとに注意が入る小説転生システムのルールを守った上で、可能な限り物語を良くしようと動こうとする沈清秋こと沈垣だったが、その行動によって洛氷河の態度がおかしく変わってしまうことに…。

## 登場人物
声優は中国語版 / 日本語版。
沈 清秋（シェン・チンチウ）/ 沈垣（シェン・ユエン）
声 - 呉磊 / 浪川大輔
主人公。小説『狂傲仙魔途』を原作者よりも深く読破しており、場当たり的な展開と結末に憤慨した直後に死亡。
その後、狂傲仙魔途の主人公「洛 氷河」を苦しませるクズ悪役である「沈 清秋」として小説世界に転生。伏線を多く残している小説世界で、小説内のプロットを管理する「システム」の案内を受けながら、自身の知る清秋の結末回避を試行錯誤しながら小説世界の展開を徐々に改変していく。
小説設定の立場としては蒼穹山派第二峰、清静峰の峰主であり、修雅剣の二つ目として知られている。
洛 氷河（ルオ・ビンハー）
声 - 沈達威 / 梶裕貴
千年に一人の逸材だと言われている。容貌素質に秀。
『狂傲仙魔途』の主人公であるが、小説の展開では清秋から虐待を受けて、その後闇落ちの果てに清秋に拷問をし返すという展開となる。
原作小説では種馬小説に恥じないハーレム体質であったが、沈垣が清秋として干渉する世界では、大切にされるような扱いを受けたことで徐々に清秋に重い感情をいだくようになる。
システム
声 - 周帥 / 日髙のり子
岳 清源（ユエ・チンユエン）
声 - 劉北辰 / 佐藤拓也
蒼穹山派の掌門、および穹頂峰の峰主。
『狂傲仙魔途』では罠にかかってしまい、全体が粉々となって死亡してしまう。
柳 清歌（リウ・チンガー）
声 - 徐翔 / 梅原裕一郎
百戦峰の峰主。
清秋の弟弟子だが、『狂傲仙魔途』では敵対し、修行中に霊力が暴走するも、それを清秋に陥れられたことで命まで失ってしまう。沈垣曰く、それが清秋の悪役としての決定打となった。
寧 嬰嬰（ニン・インイン）
声 - 張琦 / 豊崎愛生
清静峰門下の女弟子でサークルクラッシャー的ヒロイン。
『狂傲仙魔途』では清秋が最も可愛がる弟子の一人。
明 帆（ミン・ファン）
声 - 胡芸 / 西山宏太朗
紗 華玲（シャー・ホワリン）
声 - 呉秋韵 / 小松未可子
魔族の聖女。
『狂傲仙魔途』では氷河の後宮の妃でワガママロリータのような存在であり、敵側の勢力ながらヒロインの一人でもある。
柳 溟煙（リウ・ミンイエン）
声 - 秦紫翼 / 赤﨑千夏
清歌の妹。仙姝峰の一番弟子。
『狂傲仙魔途』では氷河の後宮の妃で第一ヒロインのような存在。

## アニメ
中国では2020年にテンセントビデオにて『穿書自救指南』のタイトルでWebアニメが配信された。全10話。
日本では『クズ悪役の自己救済システム』のタイトルで2023年6月から8月までWOWOWで日本語字幕版が放送され、2023年10月から12月までBS11とWOWOWで日本語吹替版が放送された。

### スタッフ
- 原作 - 「人渣反派自救系統」墨香銅臭[2]
- 監督 - 秦鶴陽[2]
- 脚本 - 王鋳[2]、樊夢丹[2]
- 美術監督 - 余培彰[2]
- モデリングディレクター - 呉雪松[2]
- 3D動画ディレクター - 郁夢平[2]、朱国棟[2]
- 3Dエフェクトディレクター - 王志龍[2]
- レンダリングディレクター - 許鋮栄[2]
- 撮影監督 - 趙彬峯[2]
- 音楽 - 黄巍[2]
- 日本版制作 - ソニー・ミュージックソリューションズ[2]

### 主題歌
中国語原版
「忘言歌」
R1SE-趙磊によるオープニングテーマ。作詞は未見釷頭鳳、作曲は趙鑫、編曲は鐘宗豪と黃龍。
「却春山」
朱梓溶によるエンディングテーマ。作詞は未見釷頭鳳、作曲は李涵 Hank、編曲は欧陽箐宇。
日本語吹替版
いずれも歌はセンチミリメンタル、作詞・作曲・編曲は温詞。
「生きていかなくちゃ」
オープニングテーマ。
「死んだっていい」
エンディングテーマ。

### 各話リスト
| 話数   | サブタイトル                      | 脚本        |
| ------ | --------------------------------- | ----------- |
| 第一話 | 転生したらクズ悪役だった件        | 王鋳 樊夢丹 |
| 第二話 | OOCを制し、任務（クエスト）を制す | 王鋳 樊夢丹 |
| 第三話 | 鉄則を利用しない手はない          | 王鋳 樊夢丹 |
| 第四話 | 閉関明けは重要イベンㇳ            | 王鋳 樊夢丹 |
| 第五話 | 最終試合は主役の定位置            | 王鋳 樊夢丹 |
| 第六話 | 夢のお供は俺なのか?               | 王鋳 樊夢丹 |
| 第七話 | 主役の深層心理は神秘              | 王鋳 樊夢丹 |
| 第八話 | 避けて通れぬ仙盟大会              | 王鋳 樊夢丹 |
| 第九話 | 俺の弟子こそ最高だぜ              | 王鋳 樊夢丹 |
| 第十話 | 最終話よ、どこへ行く!?            | 王鋳 樊夢丹 |

### 放送局
| 放送期間               | 放送時間                     | 放送局 | 対象地域 | 備考   |
| ---------------------- | ---------------------------- | ------ | -------- | ------ |
| 2023年6月8日 - 8月10日 | 木曜 0:30 - 1:00（水曜深夜） | WOWOW  | 日本全国 | BS放送 |

| 放送期間                  | 放送時間                     | 放送局 | 対象地域 | 備考                  |
| ------------------------- | ---------------------------- | ------ | -------- | --------------------- |
| 2023年10月14日 - 12月16日 | 土曜 22:00 - 22:30           | BS11   | 全国放送 | BS放送 / 『ANIME+』枠 |
| 2023年10月19日 - 12月21日 | 木曜 0:00 - 0:30（水曜深夜） | WOWOW  | 全国放送 | BS放送                |

| 配信開始日     | 配信時間           | 配信サイト |
| -------------- | ------------------ | --- |
| 2023年10月14日 | 土曜 22:30 更新    | dアニメストア |
| 2023年10月17日 | 火曜 12:00 更新    | Lemino U-NEXT アニメ放題 TELASA J:COMオンデマンド milplus auスマートパスプレミアム FOD バンダイチャンネル Hulu ニコニコチャンネル |
|                | 火曜 21:00 - 21:30 | ニコニコ生放送 |